# Crotalaria barkae
Crotalaria barkae är en ärtväxtart som beskrevs av Georg August Schweinfurth. Crotalaria barkae ingår i släktet sunnhampor, och familjen ärtväxter.

## Underarter
Arten delas in i följande underarter:
- C. b. barkae
- C. b. cordisepala
- C. b. teitensis
- C. b. zimmermannii